# Говоров, Сергей Александрович
Сергей Александрович Говоров (1909—1985) — старший лейтенант Рабоче-крестьянской Красной Армии, участник Советско-финской войны, Герой Советского Союза (1940).

## Биография
Сергей Говоров родился 25 сентября 1909 года в селе Сергиевское (ныне — Ливенский район Орловской области) в семье крестьянина. Получил неполное среднее образование, работал трактористом в совхозе. В 1931 году Говоров был призван на службу в Рабоче-крестьянскую Красную Армию. В 1937 году он окончил Ульяновское бронетанковое училище. Участвовал в советско-финской войне. К февралю 1940 года лейтенант Сергей Говоров командовал ротой 13-й лёгкой танковой бригады 7-й армии Северо-Западного фронта. Отличился во время боёв в районе железнодорожной станции Лейпясуо в 26 километрах к юго-востоку от Выборга.
В боях рота Говорова, преодолев финские укрепления, заставила отступить противника. Когда танк Говорова был подбит, он продолжал вести огонь, а, израсходовав боезапас, возглавил атаку пехотинцев. Несмотря на минированную местность и массированный огонь артиллерии противника, советским войскам удалось овладеть Лейпясуо. 22 февраля 1940 года танковым огнём Говоров разрушил надолбы в районе высоты 45,0, что обеспечило проход стрелковым подразделениям. В последующем бою он вынес с поля боя несколько получивших ранения солдат и на танке эвакуировал их в тыл.
Указом Президиума Верховного Совета СССР от 21 марта 1940 года за «образцовое выполнение боевых заданий командования на фронте борьбы с финской белогвардейщиной и проявленные при этом отвагу и геройство» лейтенант Сергей Говоров был удостоен высокого звания Героя Советского Союза с вручением ордена Ленина и медали «Золотая Звезда» за номером 171.
В 1941 году в звании старшего лейтенанта Говоров вышел в отставку. Проживал в Ленинграде, работал старшим мастером завода по обработке цветных металлов. Умер 11 октября 1985 года.
Был также награждён рядом медалей.